# Androctonus bicolor
Bọ cạp đen đuôi dày (Danh pháp khoa học: Androctonus bicolor) là một loài bọ cạp có nọc độc trong họ Buthidae. Đây là một loài bọ cạp độc có kích thước lớn, nọc độc của chúng rất nguy hiểm, tác động lên hệ thần kinh của con người, gây suy hô hấp dẫn đến tử vong.

## Đặc điểm
Nó có bề ngoài là một màu đen với cái đuôi dày và cơ thể chúng có thể phát triển lên đến 9 cm, nó là loài lớn nhất của gia đình bọ cạp này. Chúng có thể được xác định bởi vóc dáng khổng lồ và có xu hướng di chuyển rất nhanh chóng, và một bản chất hung hăng, chúng có thể sống đến 5 năm. Những con trưởng thành có thể lên tới 40–60 mm, 80 mm, những con bò cạp thường có màu đen và nâu.
Chúng là những con bò cạp thích tạo ra những vết xước với gỗ và đá, và là loài ăn đêm, do đó chúng ẩn ở các khe hoặc các đối tượng nhất định trong ngày. Chúng ở trong bóng râm để giữ độ ẩm (mà chúng có được từ con mồi) trong cơ thể của nó, vì chúng dễ bị mất độ ẩm do sở thích của môi trường của chúng.
Chúng đang lan rộng ở Bắc và Tây Phi, Trung Đông, bọ cạp đen béo đuôi thường được tìm thấy ở các khu vực khô cằn hay bán khô hạn cũng như lợi nhuận của khu vực sa mạc, thường khu vực có đất cát. Chúng thường thích ấm và các khu vực khô. Chúng có thể ăn nhiều loại côn trùng, nhện, thằn lằn, động vật có vú nhỏ (ví dụ. Chuột) hoặc thậm chí bọ cạp khác.
Nó có thể đi cả tháng mà không cần tiêu thụ thực phẩm. Con mồi bị bắt và bị nghiền nát bởi những chiếc càng của nó, trong khi ngòi của chúng được sử dụng để tiêm nọc độc vào con mồi làm tê liệt con mồi, gây bất động và cho phép con bọ cạp để tiêu thụ nó một cách dễ dàng. 

## Nọc độc
Chúng sử dụng nọc độc thần kinh, đó là hành động nhanh chóng và có thể được hấp thụ rất nhanh, vì trọng lượng phân tử nhỏ của protein, tạo nên nọc độc. Những độc tố thần kinh hoạt động trên hệ thần kinh trung ương, gây tê liệt trong các dây thần kinh chịu trách nhiệm cho việc hô hấp, mà cuối cùng gây ra cái chết do suy hô hấp.
Các độc tố thần kinh cũng có thể gây kích thích thần kinh phổ biến rộng rãi, các triệu chứng trong đó có thể bao gồm đau, vả mồ hôi, sùi nước bọt, và chảy nước mắt, lâu dần làm cho nó có khả năng gây chết người, các nạn nhân có thể sẽ cảm thấy dần dần yếu và có thể dẫn đến tử vong, có thể xảy ra giữa 5-15 giờ, nhưng nó là cũng có thể cho cái chết xảy ra trong vòng một giờ. Ví dụ về các triệu chứng thông thường xảy ra sau một phát đốt là buồn ngủ, sụp mí mắt, liệt cơ ở cổ và đau bụng.